# Feffernitz

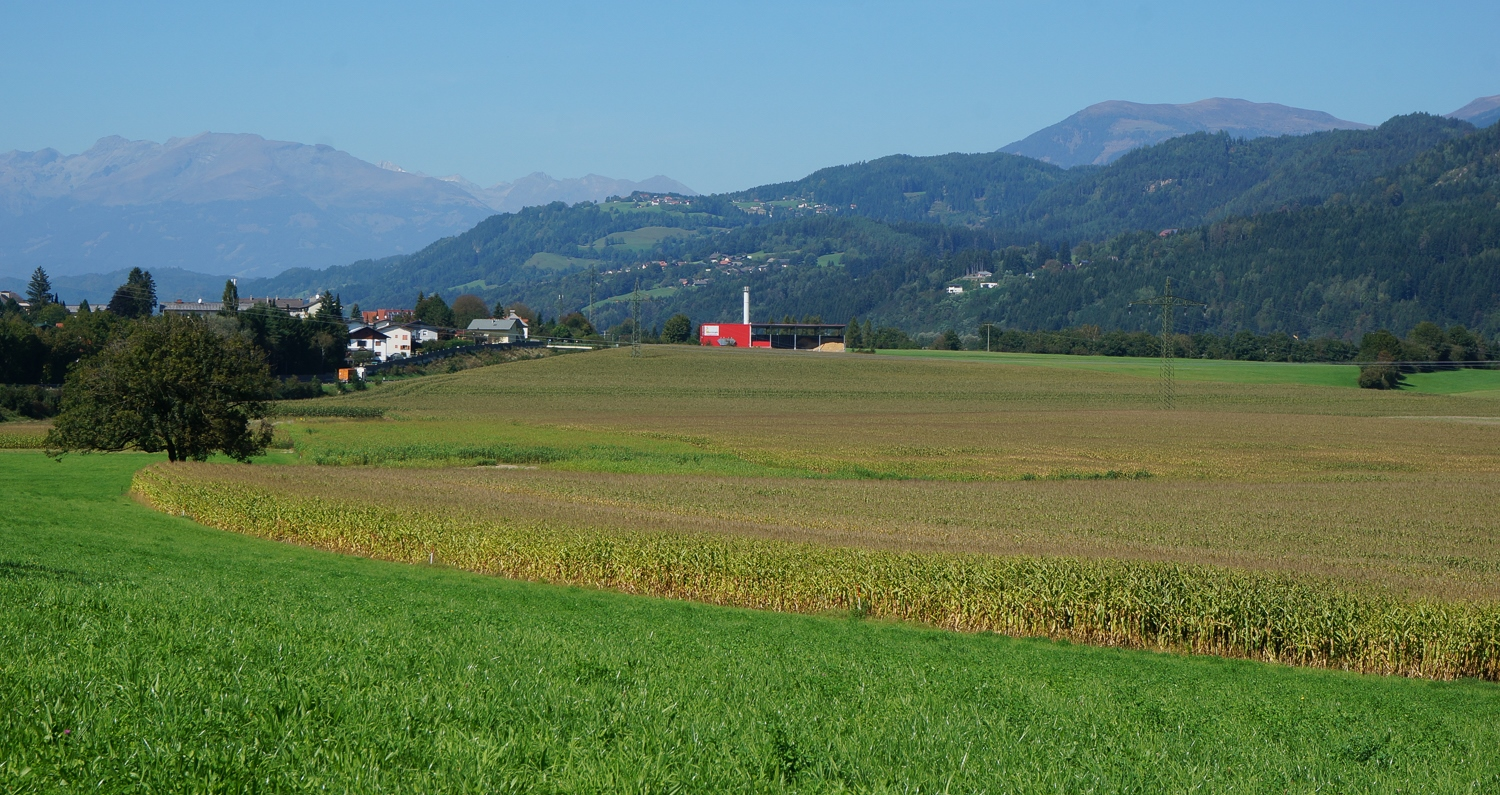
Feffernitz

Feffernitz ist eine Ortschaft in der Marktgemeinde Paternion im Bezirk Villach-Land im österreichischen Bundesland Kärnten. Die Ortschaft liegt im unteren Drautal und zählt (Stand 2024) 343 Einwohner.

## Geographie
Feffernitz befindet sich etwa zehn Kilometer nordwestlich der Stadt Villach. Die Ortschaft liegt im Drautal, die Drau fließt südlich von ihr. Sie wird durch die Drautal Straße (B100) verkehrstechnisch erschlossen. Durch diese ist Feffernitz vom benachbarten Ortsteil Neu-Feffernitz getrennt, der teilweise als eigene Ortschaft geführt wird.

## Geschichte
Feffernitz war bereits in früheren Jahrhunderten besiedelt. Es ist heute ein Teil der Gemeinde Paternion, die zur Katastralgemeinde Feffernitz gehört. Die Region ist landwirtschaftlich geprägt, entwickelte sich jedoch im 20. Jahrhundert zunehmend zu einem Wohn- und Pendlerort im Umfeld der Stadt Villach.

## Bevölkerung
Im Jahr 2024 hatte die Ortschaft Feffernitz 343 Einwohner. Die Bevölkerungszahl ist in den letzten Jahrzehnten relativ stabil geblieben.

## Religionen und Bauwerke

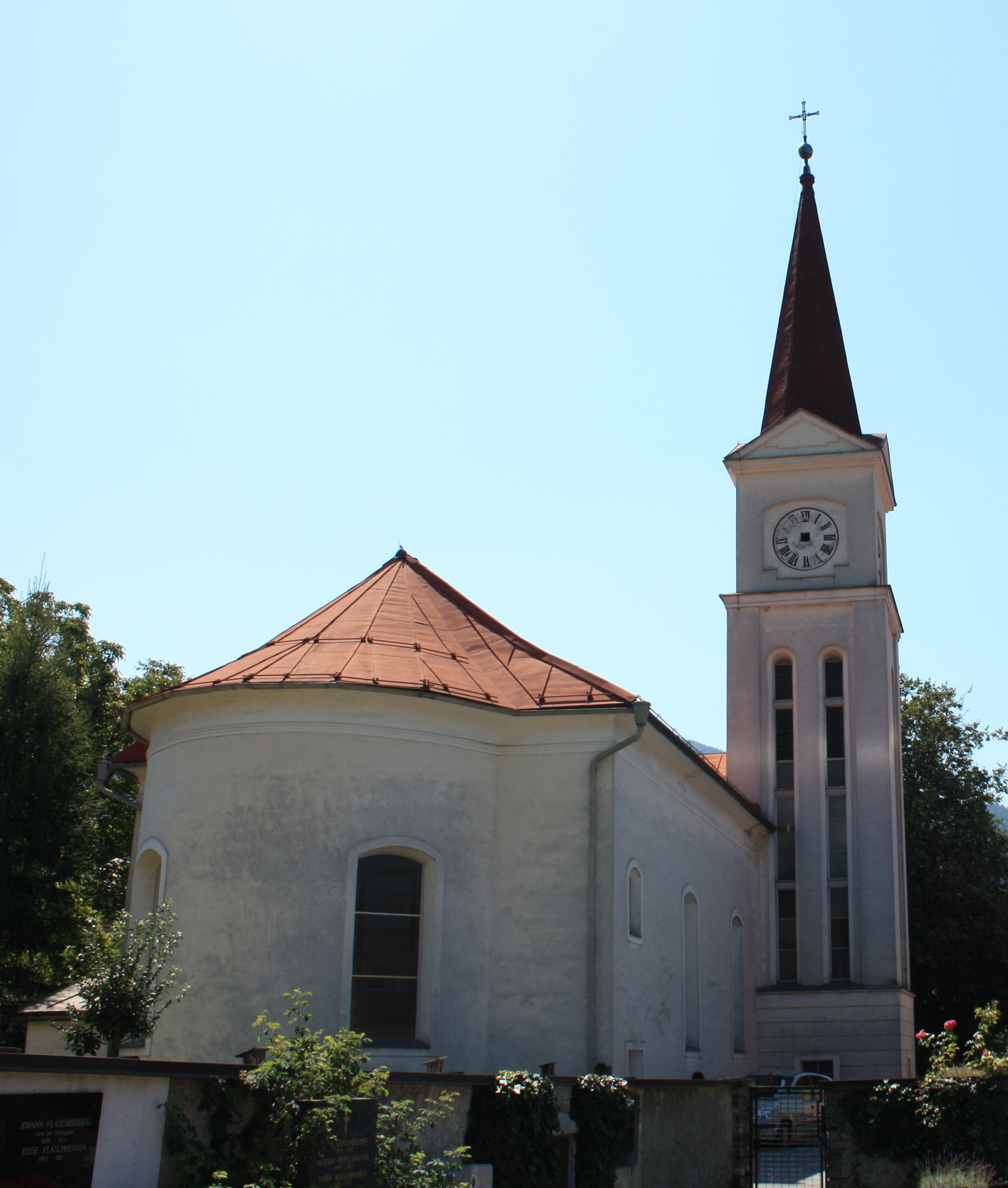
Evangelische Kirche Feffernitz

Eine bedeutende Sehenswürdigkeit ist die Evangelische Kirche Feffernitz, ein Toleranzbethaus, das 1832 errichtet wurde. Der klassizistische Bau mit spätbarockem Altar ist ein wichtiges Zeugnis der protestantischen Geschichte Kärntens.

## Verkehr
Feffernitz ist über die Drautal Straße (B100) gut erreichbar und durch mehrere Bushaltestellen an den öffentlichen Nahverkehr angebunden. Bedient wird die Ortschaft unter anderem von den Linien 5121 und 5171.

## Freizeit und Umgebung
Die Umgebung von Feffernitz bietet zahlreiche Möglichkeiten zur Freizeitgestaltung, darunter Wander- und Radwege entlang der Drau sowie Naherholungsplätze wie der Picknickplatz Feistritz an der Drau und ist ein beliebtes Ziel für Familienausflüge.